# Ivo Linna
Ivo Linna (Kuressaare, 12 de junio de 1949) es un cantante estonio. Él representó a su país en el Festival de la Canción de Eurovisión 1996 con la canción "Kaelakee hääl" junto a Maarja-Liis Ilus.
En 2000, Ivo fue condecorado por el presidente de Estonia con la Cuarta Clase de la Orden de la Estrella Blanca.

## Discografía
- Ivo Linna (1984)
- Ivo Linna '93 (1993)
- Iff 1 (1998)
- Enne ja pärast päeva (2001)
- Eesti kullafond (2001)
- Üksi, iseendas üksi... (2006)
- Originaal (2009)